# USS Mingo (SS-261)
USS Mingo (SS-261) là một tàu ngầm lớp Gato từng phục vụ cùng Hải quân Hoa Kỳ trong Chiến tranh Thế giới thứ hai. Nó là chiếc tàu chiến thứ hai của Hải quân Hoa Kỳ được đặt cái tên này, theo tên một loài trong họ Cá hồng. Nó đã phục vụ trong suốt Thế chiến II, thực hiện tổng cộng bảy chuyến tuần tra, đánh chìm hai tàu Nhật Bản với tổng tải trọng 11.586 tấn. Được cho ngừng hoạt động sau khi xung đột chấm dứt vào năm 1947, nó được huy động trở lại để tiếp tục phục vụ trong giai đoạn Chiến tranh Lạnh từ năm 1955, rồi chuyển cho Lực lượng Phòng vệ Biển Nhật Bản để hoạt động như là chiếc Kuroshio (SS-501) cho đến năm 1966. Con tàu cuối cùng bị đánh chìm như một mục tiêu vào năm 1973. Mingo được tặng thưởng năm Ngôi sao Chiến trận do thành tích phục vụ trong Thế Chiến II.

## Thiết kế và chế tạo
Lớp tàu ngầm Gato được thiết kế cho mục đích một tàu ngầm hạm đội nhằm có tốc độ trên mặt nước cao, tầm hoạt động xa và vũ khí mạnh để tháp tùng hạm đội chiến trận. Con tàu dài 311 ft 9 in (95,02 m) và có trọng lượng choán nước 1.525 tấn Anh (1.549 t) khi nổi và 2.424 tấn Anh (2.463 t) khi lặn. Chúng trang bị động cơ diesel dẫn động máy phát điện để cung cấp điện năng cho bốn động cơ điện, đạt được công suất 5.400 shp (4.000 kW) khi nổi và 2.740 shp (2.040 kW) khi lặn, cho phép đạt tốc độ tối đa 21 hải lý trên giờ (39 km/h) và 9 hải lý trên giờ (17 km/h) tương ứng. Tầm xa hoạt động là 11.000 hải lý (20.000 km) khi đi trên mặt nước ở tốc độ 10 hải lý trên giờ (19 km/h) và có thể hoạt động kéo dài đến 75 ngày và lặn được sâu tối đa 300 ft (90 m).
Lớp tàu ngầm Gato được trang bị mười ống phóng ngư lôi 21 in (530 mm), gồm sáu ống trước mũi và bốn ống phía phía đuôi tàu, chúng mang theo tối đa 24 quả ngư lôi. Vũ khí trên boong tàu gồm một hải pháo 3 inch/50 caliber, và thường được tăng cường một khẩu pháo phòng không Bofors 40 mm nòng đơn và một khẩu đội Oerlikon 20 mm nòng đôi, kèm theo súng máy .50 caliber và .30 caliber. Tiện nghi cho thủy thủ đoàn bao gồm điều hòa không khí, thực phẩm trữ lạnh, máy lọc nước, máy giặt và giường ngủ cho hầu hết mọi người, giúp họ chịu đựng cái nóng nhiệt đới tại Thái Bình Dương cùng những chuyến tuần tra kéo dài đến hai tháng rưỡi.
Mingo được đặt lườn tại xưởng tàu của hãng Electric Boat Company ở Groton, Connecticut vào ngày 21 tháng 3, 1942. Nó được hạ thủy vào ngày 30 tháng 11, 1942, được đỡ đầu bởi bà Henry L. Pence, và được cho nhập biên chế cùng Hải quân Hoa Kỳ vào ngày 12 tháng 2, 1943 dưới quyền chỉ huy của Hạm trưởng, Thiếu tá Hải quân Ralph Clinton Lynch, Jr.

## Lịch sử hoạt động

### 1943
Sau khi hoàn tất việc chạy thử máy huấn luyện tại các vùng biển ngoài khơi New London, Connecticut và eo biển Long Island, Mingo đi đến Căn cứ Hải quân Newport ở Newport, Rhode Island vào ngày 1 tháng 4, 1943, nơi nó phục vụ trong ba tuần cùng Căn cứ Ngư lôi Hải quân. Chuẩn bị để được điều động sang khu vực Mặt trận Thái Bình Dương, nó khởi hành từ Căn cứ Tàu ngầm Hải quân New London vào ngày 16 tháng 5, băng qua kênh đào Panama và đi đến Trân Châu Cảng, quần đảo Hawaii, nơi chiếc tàu ngầm được tiếp tục huấn luyện.

#### Chuyến tuần tra thứ nhất và thứ hai
Khởi hành từ Trân Châu Cảng vào ngày 25 tháng 6 cho chuyến tuần tra đầu tiên, Mingo đã phóng ngư lôi gây hư hại cho ba tàu buôn Nhật Bản, rồi bắn phá đảo Sonsorol thuộc quần đảo Palau trước khi quay trở về Trân Châu Cảng để tái trang bị. Trong chuyến tuần tra thứ hai từ ngày 29 tháng 9 đến ngày 20 tháng 11 tại các khu vực quần đảo Marshall, Caroline và Mariana, chiếc tàu ngầm đã phóng ngư lôi gây hư hại cho một tàu tuần dương Nhật Bản.
Kết thúc chuyến tuần tra, Mingo quay trở về Trân Châu Cảng, rồi tiếp tục đến đến vùng bờ Tây để được đại tu tại Xưởng hải quân Mare Island, Vallejo, California. Có thể trong giai đoạn sửa chữa này, con tàu được thay thế kiểu động cơ diesel Hooven-Owens-Rentschler (H.O.R.) bẳng Kiểu 38D8⅛ của Fairbanks-Morse. Con tàu rời vùng bờ Tây vào ngày 3 tháng 2, 1944 để quay trở lại khu vực quần đảo Hawaii.

### 1944

#### Chuyến tuần tra thứ ba
Lên đường cho chuyến tuần tra thứ ba, Mingo hoạt động tại khu vực biển Đông, rồi kết thúc chuyến tuần tra khi đi ngang qua biển Bismarck ghé đến vịnh Milne, New Guinea trước khi về đến căn cứ tại Brisbane, Australia vào ngày 9 tháng 5. Nó tiếp tục đi đến đảo Manus thuộc quần đảo Admiralty vào ngày 10 tháng 6 để tiếp tục huấn luyện.

#### Chuyến tuần tra thứ tư
Trong chuyến tuần tra thứ tư từ ngày 18 tháng 6 đến ngày 30 tháng 7 tại khu vực Philippines, Mingo đã tấn công một đoàn tàu nhanh của Nhật Bản ngoài khơi Luzon vào ngày 7 tháng 7, và đánh chìm được tàu khu trục Tamanami. Kết thúc chuyến tuần tra, nó quay trở về căn cứ tại Fremantle, Australia để tái trang bị.

#### Chuyến tuần tra thứ năm
Lên đường vào ngày 27 tháng 8 cho chuyến tuần tra thứ năm, cho dù Mingo tập trung vào nhiệm vụ chủ yếu tìm kiếm và giải cứu hỗ trợ cho các cuộc không kích của Không lực 13 xuống Philippines và Borneo, nó cũng đã đánh chìm bốn tàu vận tải duyên hải. Chiếc tàu ngầm đã cứu vớt tổng cộng 16 thành viên các đội bay từ máy bay ném bom B-24 Liberator bị bắn rơi ngoài khơi Balikpapan, Borneo, gồm sáu người trên bè cứu sinh tại eo biển Makassar và mười người trên bãi biển đảo Celebes. Nó quay trở về căn cứ Fremantle vào ngày 13 tháng 10.

#### Chuyến tuần tra thứ sáu
Phần lớn thời gian của chuyến tuần tra thứ sáu của Mingo được dành cho hoạt động trinh sát. Vào ngày 25 tháng 12, nó tấn công một đoàn tàu vận tải đang di chuyển trên tuyến đường hàng hải giữa Singapore và Brunei, Borneo, gây hư hại cho một pháo hạm hộ tống và đánh chìm tàu chở dầu Manila Maru (9.486 tấn). Nó tiếp tục trợ giúp cho hoạt động tấn công của hai tàu ngầm bạn trước khi quay trở về căn cứ Fremantle vào ngày 29 tháng 12.

### 1945

#### Chuyến tuần tra thứ bảy
Mingo thực hiện chuyến tuần tra thứ bảy, cũng là chuyến cuối cùng, tại khu vực biển Đông từ ngày 6 tháng 2 đến ngày 10 tháng 4, 1945. Sau khi trải qua một cơn bão khiến hai thành viên thủy thủ đoàn thiệt mạng vào ngày 10 tháng 2, chiếc tàu ngầm phải quay trở về Fremantle để sửa chữa trước khi tiếp tục chuyến tuần tra. Nó tiếp tục truy tìm trong vùng vịnh Thái Lan nhưng không có mục tiêu nào phù hợp, nên quay trở về quần đảo Mariana để kết thúc chuyến tuần tra. Nó đang trên đường đi sang Hawaii khi Nhật Bản chấp nhận đầu hàng vào ngày 15 tháng 8, giúp chấm dứt vĩnh viễn cuộc xung đột.
Mingo ở lại Trân Châu Cảng một thời gian ngắn trước khi lên đường quay trở về vùng bờ Tây. Con tàu được cho xuất biên chế tại Xưởng hải quân Mare Island vào ngày 1 tháng 1, 1947, và được đưa về Hạm đội Dự bị Thái Bình Dương.

### Kuroshio(SS-501)
Được cho tái biên chế trở lại vào ngày 20 tháng 5, 1955, Mingo được tân trang và hiện đại hóa trước khi chuyển cho Nhật Bản trong khuôn khổ Chương trình Viện trợ Quân sự vào ngày 15 tháng 8. Con tàu phục vụ cùng Lực lượng Phòng vệ Biển Nhật Bản như là chiếc Kuroshio (SS-501), tên vốn được đặt theo dòng hải lưu Kuroshio, và hoạt động chủ yếu như một mục tiêu ngầm dưới nước cho việc thực hành huấn luyện. Con tàu ngừng hoạt động vào ngày 31 tháng 3, 1966 và bị đánh chìm như một mục tiêu vào năm 1973.

## Phần thưởng
Mingo được tặng thưởng năm Ngôi sao Chiến trận do thành tích phục vụ trong Thế Chiến II. Nó được ghi công đã đánh chìm đánh chìm hai tàu Nhật Bản với tổng tải trọng 11.586 tấn.
|  |             |  |
|  | Silver star |  |

| Dãi băng Hoạt động Tác chiến  |                                                                         |                                      |
| Huân chương Chiến dịch Hoa Kỳ | Huân chương Chiến dịch Châu Á-Thái Bình Dương với 5 Ngôi sao Chiến trận | Huân chương Chiến thắng Thế Chiến II |